# Damian Hollis
Damian Angelo Hollis  (Fort Lauderdale, Florida, 1988. augusztus 19. –) amerikai utánpótlás válogatott kosaras. Jelenleg az olasz Serie A2-ben szereplő Bergamo játékosa.

## Pályafutása

### George Washington University
2010-ben végzett a George Washington Egyetemen, ahol kezdő játékosként 14 pont, 5 lepattanó átlaga volt az NCAA-ben.

### VOO Verviens-Pepinster
2010 nyarán a belga VOO Verviens-Pepinster csapatához szerződött, de a felek 2010 szeptember elején közös megegyezéssel felbontották a szerződést

### Albacomp Fehérvár
Profi karrierje Európában Magyarországon kezdődött az Albacomp Fehérvár csapatánál. Mielőtt ideszerződött volna, próbajátékon volt Belgiumban, majd mivel rá nem a kedvenc posztján (bedobó) számítottak volna rá, így tovább állt, és így kötött ki Székesfehérváron. 2010 óta erősíti a fehérváriakat. 
Damian újabb egy évre elkötelezte magát az Albacomp Fehérvár csapatához (2012) így harmadik európai évében is Fehérváron fog játszani.

## NB I. A csoport

### 2010-11
Első magyarországi szezonjában huszonhat alapszakaszbeli mérkőzésen játszott 15-ször kezdőként és 13 pontot átlagolt 27 perc játékidő mellett többnyire erőcsatár szerepkörben, mivel a kezdőcsapatban Hanga Ádám hátvédként és Tony Crocker bedobóként játszott. A rájátszásban egyik fővezérré lépett elő mivel sajnálatos módon Tony Crocker lesérült, így a padról tudta követni az eseményeket. A bajnoki döntőben 2-0-s vezetés után 3-2-re maradtak alul a bajnok Szolnoki Olaj KK ellen így ezüstérmet szerzett a csapat. Megérdemelt jutalmaként a csapat egy évet hosszabbított vele.

### 2011-12
Második idényében már meghatározó szerep jutott rá. 25 meccsen lépett pályára 20-szor kezdőként, s szintén 27 perces játékidő mellett 15,4 pontot átlagolt az alapszakaszban, leszedett mellé 5,6 lepattanót, 1,2 gólpasszt kiosztott, illetve minden második meccsen adott egy blokkot. Idén már az imádott pozíciójában játszhatott, bedobóként futott ki a pályára mindig. Irányítóként Simon Balázs, hátvédként Muhammad El-amin, erőcsatárként Wayne Chism és centerként Keller Ákos volt a segítője a kezdő 5-ösben. A play-offra össze szedte magát és 16,4 pontot átlagolt meccsekén és a százalékai is javultak. Ahogy tavaly így idén is meg voltak elégedve vele, így új szerződést ajánlottak neki, amit saját aláírásával meg is toldott, így a 2012-13-as szezonban is a fehérváriakat erősíti majd.

## Nemzetközi szereplés

### Magyarország
Magyarországon eltöltött 2 év után a vezetőség felajánlotta neki, hogy vegye fel a magyar állampolgárságot. Damian élt is a lehetőséggel és 2012 júniusában magyar állampolgár lesz. Ezzel lehetőség nyílik, hogy a magyar válogatottban is bemutatkozzon.

### Amerikai Egyesült Államok
- 2007 FIBA 19 év alattiak Világbajnoksága (Szerbia)

## Sikerei
- Magyar bajnoki ezüstérem 2010/2011
- Magyar Kupa ezüstérem 2010/2011
- Magyar Szuperkupa döntős 2011/2012
- Magyar bajnoki bronzérem 2011/2012
- Magyar Kupa győztes 2012/2013
- Magyar bajnok 2012/2013

## Klubjai
- 2010-2013  Albacomp
- 2013-  Biella (olasz másodosztály)

## Statisztika

### Alapszakasz
| Szezon  | Csapat            | Meccs/Kezdő | Pontok | Közeli | Középtáv | Távoli | Büntető | Lepatt. | Gólpassz | Blokk | Value | Idő  |
| ------- | ----------------- | ----------- | ------ | ------ | -------- | ------ | ------- | ------- | -------- | ----- | ----- | ---- |
| 2010/11 | Albacomp Fehérvár | 26/15       | 13     | .56    | .40      | .36    | .83     | 6.3     | 1        | 0.3   | 17.5  | 27.3 |
| 2011/12 | Albacomp Fehérvár | 26/20       | 15.3   | .72    | .39      | .38    | .83     | 5.6     | 1.2      | 0.5   | 19.6  | 27.1 |

### Magyar Kupa
| Szezon  | Csapat            | Meccs/Kezdő | Pontok | Közeli | Középtáv | Távoli | Büntető | Lepatt. | Gólpassz | Blokk | Value | Idő  |
| ------- | ----------------- | ----------- | ------ | ------ | -------- | ------ | ------- | ------- | -------- | ----- | ----- | ---- |
| 2010/11 | Albacomp Fehérvár | 6/6         | 12     | .50    | .60      | .31    | .82     | 6.3     | 1.2      | 0.3   | 15.7  | 28.5 |
| 2011/12 | Albacomp Fehérvár | 6/6         | 16.2   | .64    | .53      | .46    | .64     | 5.2     | 1.7      | 0.2   | 20.2  | 27.2 |

### Rájátszás
| Szezon  | Csapat            | Meccs/Kezdő | Pontok | Közeli | Középtáv | Távoli | Büntető | Lepatt. | Gólpassz | Blokk | Value | Idő  |
| ------- | ----------------- | ----------- | ------ | ------ | -------- | ------ | ------- | ------- | -------- | ----- | ----- | ---- |
| 2010/11 | Albacomp Fehérvár | 10/2        | 11.7   | .63    | .50      | .35    | .83     | 6       | 1.2      | 1     | 17.5  | 24.1 |
| 2011/12 | Albacomp Fehérvár | 8/8         | 16.4   | .74    | .33      | .41    | .86     | 5       | 1.1      | 0.5   | 21.4  | 27.4 |